# Xanthoparmelia rimalis
Xanthoparmelia rimalis är en lavart som först beskrevs av Kurok., och fick sitt nu gällande namn av Elix, A. Thell & Søchting. Xanthoparmelia rimalis ingår i släktet Xanthoparmelia och familjen Parmeliaceae.   Inga underarter finns listade i Catalogue of Life.